# ヘルスケア・シリアルキラー
ヘルスケア・シリアルキラー（Healthcare Serial Killer, HSK、仮訳: 医療連続殺人犯）とは、医療の現場において、看護師や医師でありながら患者達を故意に殺傷するシリアルキラーの一種である。「近年顕著になっている現象であるにもかかわらず、理解が進んでいない分野」とされ、殺傷の手段として医療知識を用い、病院という特性から犯行が長期間発覚せずに犠牲者数も桁違いに増える傾向がある。

## 用語
死の天使（しのてんし、angel of death）、または慈悲の天使（じひのてんし、angel of mercy）と称されることもあるが、この語が「自らのケアの対象者で、治療等のサポートが必要であり、ケア提供者に依存する立場にいる者たちを整然と殺害する女性 (a woman who systematically murders individuals who are in her care and rely on her for some form of medical attention or similar support)」と定義づけられるように、ジェンダー論上、問題となりうる。ただし、男性看護師であるチャールズ・カレンが2003年の逮捕後から「死の天使」としてメディアから報道されているように、通常、男女の区別なく使用されている。

## 概要
チャールズ・カレンの事件を受け、医療関係者による連続殺人の分野を明らかにする研究が求められた。2006年、カリフォルニア州立大学ロサンゼルス校のヨーカー教授（看護・犯罪司法・犯罪科学）などのチームは、「近年顕著になっている現象であるにもかかわらず、理解が進んでいない分野」とし、「医療関係者による連続殺人」と題した研究結果を法科学ジャーナルに発表した。研究チームは、以前の事件や1970年から2006年までの起訴・有罪となった事件の医学的証拠や法廷での記録を合わせて調査し、医療関係者による連続殺人事件として分類できる90件の犯罪事件が明らかになった。そのうち、看護職が全体の86%を占め、残り12%が医師、2%がその他スタッフによるものであることが報告された。有罪となった事件の患者の死亡数は317人、立証が出来なかったものの関連が疑われている死亡数は2113人にのぼる。
なお、ナチス・ドイツにおける「医者裁判」で裁かれた医師達や、ナチス親衛隊の医師であったヨーゼフ・メンゲレのあだ名も「死の天使」ではあるが、特段「死の天使型」の「シリアルキラー」とは分類されていない。また、同じくナチス・ドイツにおける看護師達も研究対象には含まれていない。ただし、被害者の数と加害者である看護師の数で言えば膨大な人数にのぼり、メゼリッツ・オプラヴァルデでは 看護師のラタチャック(Ratachack)は、1945年4月23日ソ連軍の事情聴取で「3年間に2,500人を殺した」と告白、看護師のグルケは100人以上。両者ともに軍事法廷で死刑となった。彼らにとって、殺害する患者の基準は「看護師の手を煩わせているかどうか」だったという。このメゼリッツだけで、約8,000人の患者が殺害されている。

## 動機
英国バーミンガムシティ大学の犯罪学者、Yardley & Wilson (2014)の研究チームによれば、ヘルスケア・シリアルキラーの3人に一人は複合的な理由から殺人を行っており、動機は複雑かつ多様であるとしている。一方で、以下に挙げるパターンに大別させることもできる。
- 慈悲殺人者 - 患者は苦しんでいる、手遅れだと決めつけてかかるパターン。大抵は妄想的で単なる言い訳であり、自らを「人の生死を決める神」として振る舞う。
- サディスティック - 看護や医療を提供する立場を利用し、無力な患者に対して自らの力を見せつけ支配欲を満たすパターン。
- 偽のヒーロー - 何らかの方法で患者の命を危険にさらし、次に「救命」するパターン。被害者が既に死亡しているか手遅れであると知っていながら、蘇生を試みる振りをする者もおり、私心を捨てて尽力しているように周囲から見られたがる。

## 背景
東洋大の桐生正幸教授（犯罪心理学）によると「医療関係者は『患者の命は自分がコントロールしている』と思い込む傾向が強い。犯行前には精神状態の変化が何らかのサインとして表れるはずで、注意深く見守るべきだ」としている。
また、別の教授は、このような事件は「『死の天使』型といって、世界的に多くの事例がある。もともと看護業界に多かった。医師と違い患者の命を直接左右できない看護師には、自分が患者を救ったという『自己効力感』を見いだせず、鬱憤を募らせる人が出てくる。わざと患者の症状を悪化させ、回復させることにやりがいを感じたりし、エスカレートして殺害に及ぶケースもある」としている。
研究では、元々看護師は看護実習の時点から否定的な老人観が強化され、日常的に障害高齢者と多く接する専門職として、高齢者に対する否定的な偏見をもちやすい傾向がある。そして回復していくことが少ない末期患者を受け持つ場合、看護師が達成感や成功感を味わえず、次第に摩耗して無感覚の状態になって報われない仕事を続けていて精神のバランスを崩し、患者への思いやりと気遣いも少なくなって患者の ｢いのち｣自体が尊重されなくなることがあるという。
医療社会学の立場から15年にわたり看護の現場を研究したダニエル F．チャンブリス博士は、その著書「ケアの向こう側 看護職が直面する道徳的・倫理的矛盾」の中で、「看護職の世界、すなわち病院は、一般社会とは全く異なる道徳システムを持っている。病院では悪人でなく善良な人がナイフを持ち、人を切り裂いている。そこでは善人が、人に針を刺し、肛門や膣に指を入れ、尿道に管を入れ、赤ん坊の頭皮に針を刺す。また、善人が泣き叫ぶ熱傷者の死んだ皮膚をはがし、初対面の人に服を脱ぐよう命令する」と書き、次第にそれが普通のこととして「日常化」され、「ルーチン化」され看護師の感情は平坦化し、そこで生じる出来事に対する感受性も失われていくと述べる。患者さえもそのルーチン化に含まれていき、患者は人としてではなく、一つのケースとしてしか認識されないようになる。その結果、看護師は患者に生じる多くの倫理的問題、道徳的問題を認知しなくなっていくのだと分析している。ゆえに看護職こそ、倫理的問題に積極的に関っていくべきであるとした。

## 犯人像と特徴
Yardley & Wilson (2014)の研究によると、調査した16人の看護師たち（合計被害者120人）のうち、9人が女性看護師で、男性看護師は7人であった。犠牲者の性別が分かっている14件のうち、11件が女性と男性の両方を殺害し、女性だけを狙ったものが1件、男性だけを狙ったものは2件であった。
殺害方法としては薬物による毒殺が最も多く14件。薬物とその他の方法を併用が1件、その他の方法だけを用いたものは1件だけであった。使用薬物は、インスリンと筋弛緩剤がそれぞれ4件と3件であったが、オピエート、エピネフリン、カリウム、麻酔その他の薬物の使用も見られた。
患者たちの殺害に至った看護師たちの共通項として、多くが「注目を集めたがりで、しばしば勤め先の病院を変え、規律違反などの問題を起こしがちで、死について話したがり、誰かが亡くなると奇妙な振る舞いをする」というものだった。また、「個人的な関係を築くのが苦手で、精神的な問題を抱えていた時期があり、病院を何度か変えている。また見つかるのを恐れてか、ひとけの少ない夜勤のシフトを選ぶ」といった特徴も見られるという。

## 慈悲・安楽死論
治療をする病院で医師や看護師によって起こされる殺人のため、しばしば、「末期患者の安楽のため」であったと正当化して犯人の医師や看護師を擁護する主張がなされる場合がある。しかしながら、たとえそれが単なる犯行の言い逃れではなく、それを信じて実行していたとしても患者はそのような同意はしておらず、インフォームド・コンセントなど医療倫理の規定に背くばかりか明らかな違法行為である。それはナチスドイツにおいて、医師と看護師が、障碍者や病人を「生きるに値しない命」とみなして大量虐殺を行ったT4作戦にも繋がる（生命倫理学で言う ｢滑りやすい坂（slippery slope）」）決して開けてはならない門である。そのため、医療者の独り善がりな「（人の生死を決める）まるで全能の神を演じる（"Playing god"）かの（傲慢不遜な）行為」と表現されるのである。擁護論はエイジズム（老人蔑視）やそれを元にした潜在的実行犯はヘイトクライムであり正当化は認められていない。

## 法整備
アメリカでは、チャールズ・カレンの事件後、
- 病院に対し、不審死についての報告義務と怠った場合の罰則を強化
- 医療従事者による疑わしい行動があった場合の報告義務、報告者の法的保護
- 疑わしい医療従事者の情報を医療機関で共有する体制
- 転職時の紹介状において評価内容を誠実に記入すること、および評価側の法的保護
- 病院に対し、患者ケアに対する苦情と処分内容についての7年間の保存義務、また従業員の情報について当局に報告する義務を科す

などの法整備（患者安全法およびその増進法）が行われた。一方、日本では大口病院連続点滴中毒死事件以後も、特段このような動きは見られていない。

## 実例
以下に主な事件を時系列で記す。

### 日本
- 保険魔藤原事件 - 1936年から1939年、淀橋の病院のレントゲン主任の男・藤原鐵太郎による連続殺人事件、診察にきた若い女性3人を生命保険に加入させ、劇薬で毒殺した[14]。
- 寿産院事件 - 1944年から1948年、新宿区新宿の寿産院で起きた「もらい子殺し事件」。
- 筋弛緩剤点滴事件 - 2000年に宮城県仙台市泉区のクリニックで発生した筋弛緩剤点滴事件。仙台の北陵クリニック筋弛緩剤点滴事件とも呼ばれる。2008年、1件の殺人罪と4件の殺人未遂罪で無期懲役が確定している。
- 京大病院（京都市左京区）で2010年3月21日、女性患者の血液から高濃度のインスリンが検出された事件で、殺人未遂の疑いで、同病院の看護師を逮捕した。「ほかにも数人に（投与）した」と供述。公判では仕事や院内の人間関係でストレスがたまり「患者の容体が急変するのを見て、すっとした」と述べた[7]。判決は「患者へのいら立ちを解消するためという動機は身勝手だ」と指摘。「看護師の立場に乗じ、医療を装って患者の身体を害した刑事責任は重い」とした[15][16]。
- 日産厚生会玉川病院（東京都世田谷区）で2014年12月1日、入院患者に本来必要がない糖尿病治療薬のインスリン製剤を故意に投与していた看護師が逮捕[17]。容疑者は女性の容体が急変するたび、医師の診断も仰がず、率先して回復措置に当たっていた。捜査関係者は「容疑者が“できるナース”であることをアピールし、院内の評価を上げようとした」とみている[18]。2015年12月15日の裁判では「無防備な患者に看護師の立場を悪用して危害を加えた卑劣な犯行だ」として、懲役2年6月（求刑同4年）の実刑判決を言い渡した[19]。
- 川崎老人ホーム連続殺人事件 - 2016年2月、神奈川県の老人ホームにて介護職をしていた救急救命士の男が、複数の入所者を転落死させたとして逮捕された事件。窃盗の前歴や虚言癖があったという[20]。
- 大口病院連続点滴中毒死事件 - 神奈川県横浜市神奈川区の大口病院（当時。現・横浜はじめ病院）で2016年（平成28年）9月に発覚し、2018年（平成30年）7月に同病院の看護師が逮捕された連続殺人事件。ヂアミトールを点滴に混入する事によって複数の患者が殺害されている。
- 茨城古河市老健殺人事件 - 茨城県古河市の仁連の介護老人保健施設「けやきの舎(いえ)」で2020年に複数の入居者が不審死を遂げ、2021年12月に入居者への殺人の疑いで同施設の介護職員が逮捕された事件。

### 日本国外
- ジェーン・トッパン（看護師 アメリカ合衆国） - 1901年に逮捕されるまでに31人の患者殺害をしたと自供。彼女は患者が死にかけ、意識を回復させ、再び死ぬことに対して性的スリルを感じ恍惚となったという[21]。
- ジェニーン・ジョーンズ（看護師 アメリカ合衆国） - 1980年代、60人前後の乳幼児を筋肉弛緩剤を投与するなどして毒殺。命を操る自分に酔いしれたという[22]。
- ラインツ病院・死の天使事件（ワルトラウド・ワグナー他3名 オーストリア） - 1989年、看護助手たちによる49人の患者殺害。「患者を殺すことで、自分が神になったような、生と死の力を、自ら得たような気持ちを楽しんだ」とされる。患者殺害を自慢している所をたまたま近くにいた医師が聞いたことから発覚した。
- エドソン・ギマラエス（英語版）（看護師 ブラジル） - 1999年、4人の患者毒殺で逮捕。実際は、131人の患者を毒殺したとされている。
- ビヴァリー・アリット（看護師 イギリス） - 1991年、幼児連続殺人犯。病院で新生児4人を殺害し、未遂が3人、傷害が6人。13の終身刑が科された[23]。代理ミュンヒハウゼン症候群が指摘されている。
- オーヴィル・リン・メイジャーズ（英語版）（看護師 アメリカ合衆国）- 1993年-1995年、6人の患者殺害で有罪。推定100人以上の被害者。
- クリステン・ギルバート（看護師 アメリカ合衆国） - 1995年、患者の点滴にエピネフリンを大量投与し、蘇生させることを繰り返し、4人を殺害。実証された以外に40人以上を殺害したともいわれる[24]。
- マイケル・スワンゴ（医師 アメリカ合衆国）1998年までに60人の患者を毒殺したとされる医師。
- エフレン・サルディヴァー（呼吸技師 アメリカ合衆国）1998年までに筋弛緩薬を投与し患者を殺害。自白50人、確認6人、推定200人以上を殺害したとされる。
- ハロルド・シップマン （医師 イギリス）1998年、215人以上の患者殺害が発覚。
- チャールズ・カレン（看護師 アメリカ合衆国） - 1990年代から2000年前半までに、29人を毒殺。裏付けを取れなかったが計40人の殺害を自供、実際は200人以上を殺害したと言われる[25]。
- コリン・ノリス（英語版）（看護師 イギリス） - 2002年、患者にインスリンを過剰投薬して、4人を殺害し、もう1人を殺害しようとした。判事は同被告について「あなたは全くの悪人で危険な人物であることに疑いはない」とし、さらに「高慢で高齢者への憎しみを巧みに隠していた」と述べた[26]。
- ベンジャミン・ギーン（英語版）（看護師 イギリス） - 2003年から2004年にかけて、筋弛緩剤などの投与により2人を毒殺し、15人に重篤な危害を加えた。全体として25人の患者に被害を与えたという。理由は、呼吸不全などをおこさせて回復させる際の「スリル」。
- ステファン・レッテル（看護師 ドイツ） - 2003年から2004年にかけて、患者29人を殺害したことで知られている。
- ビクトリーノ・チュア（英語版）（看護師 イギリス）2人の殺害と20人以上にインシュリンの過剰投与を行ったとして、フィリピン人看護師（資格には疑惑がある）が終身刑を受けた。自宅で発見された直筆の書類には「天使が悪人と化した」「自分の中には悪魔が居るのだ」「墓場まで持っていく事柄がある」と記されていた[27]。
- ダニエラ・ポジャーリ（看護師 イタリア） - 2014年、カリウム注射で患者38人殺害。「患者家族が気に入らない」という理由。遺体と共に自撮りをして親指を立てていた画像も出てきて、世間を戦慄させた[28]。
- エリザベス・ウェットローファー（看護師 カナダ） - 2007〜2014年に老人介護施設2か所でインスリンを投与し、75〜96歳の入所者の男女8人を殺害したことを認めた。別の施設での犯罪を含む、殺人未遂罪4件、暴行を働いた罪2件も認めた[29]。
- ニールス・ホーゲル（看護師 ドイツ） - 2017年、患者らに対する殺人罪2件および殺人未遂罪あるいは傷害罪4件で2015年に有罪判決を受けていた看護師が、さらなる患者遺体の掘り起こしと分析調査で、2000年前後から患者106人を殺害していたことが明らかになった。心不全や循環虚脱を引き起こす薬剤を患者らに注射した後、同僚らの前で「救い手」として目立つべく蘇生を試みたことを認めている。同受刑者は、患者が息を吹き返せば幸福感が得られ、失敗すると挫折感を覚えたと供述した[30]。
- （看護師 イギリス） - 2018年7月、8人の新生児の殺害と6名の殺害未遂の疑いで身柄を拘束[31]。

## メディア
2016年公開された、英国の連続ドキュメンタリー番組「Nurses Who Kill」（2シーズンにわたり全16話）にて、ヘルスケア・シリアルキラーの看護師達が特集された。